# 켄 올란드
켄 올랜트(Ken Olandt, 영어 발음: /ˈoʊlænt/, 1958년 4월 22일 ~ )는 미국의 영화 제작자, 배우이다.
리치먼드에서 태어났다.

## 출연 작품
- 딥 쇼크 (2003년)
- 에폭: 에볼루션 (2003년)
- 다크 워터 (2003년)
- 래피드 익스체인지 (2003년)
- 랜드스피드 (2001년)
- 로스트 보이지 (2001년)
- 데블 스네이크 (2001년)
- 팔콘 다운 (2000년)
- 스톰 체이서 (1999년)
- 인터셉터 포스 (1999년)
- 티앤티 (1998년)
- 다크 미션 (1997년)
- 벨로시티 트랩 (1997년)
- 토탈 리얼리티 (1997년)
- 패시픽 블루 (1996년)
- 디지털 맨 (1995년)
- 레프리콘 (1993년)
- 치어걸 (1990, Laker Girls)
- 건스모크 (1987년)
- 썸머 스쿨 (1987년)
- 죽음의 만우절 (1986년) - 롭 페리스 역

### 텔레비전
- 호텔 (1984, 1987)
- 립타이드 (1984-85)
- 사랑의 유람선 (1985)
- 달리는 사이먼 (1986)
- 더 영 앤 더 레스트리스 (1989)
- 레니게이드 (1996)